# Bandera de Jerusalem
La Bandera de Jerusalem (en hebreu: דגל ירושלים) està basada en la Bandera d'Israel. Mostra dues franges blaves horitzontals que recorden el tal·lit (el mantell d'oració jueu). En el centre està l'emblema de Jerusalem, que consisteix en un escut amb el lleó de Judà sobreposat sobre un fons estilitzat que representa el Mur de les Lamentacions, flanquejat en les bandes per unes branques d'olivera.
La paraula (en hebreu: ירושלים) (transliterat: Yerushalayim) es el nom en hebreu de la ciutat, apareix damunt de l'escut. De vegades s'utilitza una variant vertical durant les funcions cerimonials. La bandera va ser adoptada en 1949 després d'un concurs celebrat pel govern municipal de Jerusalem. Es va convertir en la "bandera d'una Jerusalem unida" després de la Guerra dels Sis Dies en 1967.